# Страва у Улици брестова 5: Дете снова
Страва у Улици брестова 5: Дете снова (енгл. A Nightmare on Elm Street 5: The Dream Child) је амерички хорор филм из 1989. режисера Стивена Хопкинса у продукцији компаније New Line Cinema, са Робертом Инглундом, Лисом Вилкокс и Денијем Хаселом у главним улогама.
Роберт Инглунд се поново вратио у улогу серијског убице Фредија Кругера, Лиса Вилкокс се вратила у улогу Алисе Џонсон из претходног дела, Дени Хасел у улогу Дена Џордана, а Николас Мили у улогу Алисиног оца, Дениса Џонсона. Аманда Кругер. из трећег дела се такође поново појављује, али је овога пута уместо Нан Мартин тумачи Бијатрис Бипл. Филм је наставио пад, након Страве у Улици брестова 4: Господар снова, али је у поређењу са својим наставком, Страва у Улици брестова 6: Фреди је мртав, знатно успешнији.

## Радња
Након што је Алис у четвртом делу одузела енергију Фредију огледалом, он је покушавао да је поврати и на крају је у свету снова натерао своју мајку, Аманду Кругер, да га поново роди. То му је пошло за руком, јер се његова мајка обесила, у једном делу болнице, у којој је помагала, и њен леш никада није пронађен, па је остала између два света.
Алис остаје трудна са Деном. Њено дете наслеђује способност од ње да увлачи друге људе у сан, а пошто бебе у мајчином стомаку, већину времена проводе у стању спавања, Алис и њени пријатељи су у великој опасности од Фредија. Први настрада Ден, Фреди га убија док се вози у аутомобилу, па Алис са својим пријатељима покушава што пре да нађе Амандин леш, како би она одвела Фредија у пакао...

## Улоге
| Глумац              | Улога          |
| ------------------- | -------------- |
| Роберт Инглунд      | Фреди Кругер   |
| Лиса Вилкокс        | Алис Џонсон    |
| Бијатрис Бипл       | Аманда Кругер  |
| Кели Џо Минтер      | Ивон Милер     |
| Дени Хасел          | Ден Џордан     |
| Ерика Андерсон      | Грета Гибсон   |
| Николас Мили        | Денис Џонсон   |
| Џо Сили             | Марк Греј      |
| Кери Мери           | Џејкоб Џонсон  |
| Валерија Армрстронг | Дорис Џордан   |
| Бур Дибининг        | г. Џордан      |
| Кларинс Фелдер      | Едманд А. Греј |

## Слогани
- Сада Фреди постаје тата, па ће убијати за двојицу!
- Дечак је!
- Фреди испоручује.
- Зло се изродило.
- Фреди има сина.